# Gessamí de flor gran
El gessamí de flor gran o englantina (Jasminum grandiflorum) és una espècie de gessamí originari de l'Àsia meridional, la península aràbiga (Oman, Aràbia Saudita), Àfrica nord-oriental (Eritrea, Etiòpia, Djibouti, Somàlia, el Sudan), els grans llacs africans (Kenya, Uganda, Rwanda) i les regions de Yunnan i Sichuan de la Xina. L'espècie està àmpliament conreada i segons sembla que està naturalitzada a República de Guinea, les illes Maldives, Maurici, Reunió, Java, les Illes Cook, Chiapas, Amèrica Llatina i gran part del Carib. En català rep els noms comuns, compartits amb altres tàxons, de gessamí, englantina, gessamí d'Espanya, gessamí groc... En anglès se la coneix com a Catalonian jasmIne (gessamí català) o Spanish jasmine (gessamí espanyol).

## Morfologia
És un arbust caducifoli que creix fins a uns 2 o 4 m d'alçada. Les fulles són oposades, de 5 a 12 cm de longitud, pinnades amb 5 a 11 folíols. Les flors creixen en cimes obertes, són individuals, de color blanc amb corol·la amb un tub basal de 13 a 25 mm de llarg i cinc lòbuls de 13 a 22 mm de llarg. La fragància de la flor és única i dolça.

## Taxonomia
L'epítet genèric Jasminum és un mot adaptat de l'àrab yasamîn, per les plantes aromàtiques dolces. Grandiflorum, compost dels mots llatins grandis (gran) i flos (flor), significa "amb flors grans". Es coneixen dues subespècies:
- Jasminum grandiflorum subsp. floribundum (R.Br. ex Fresen.) P.Green (syn., Jasminum floribundum R. Br. ex Fresen.): porcions africanes i àrabs de rang natural
- Jasminum grandiflorum subsp. grandiflorum: plantes d'Àsia meridional, cultivars i poblacions naturalitzades.

## Usos
A l'Índia, les seves fulles s'utilitzen àmpliament com a medicina herbàcia aiurvèdica i les seves flors s'utilitzen per engalanar la cobertura de les dones. Al Pakistan, creix salvatge a la zona de Salt Range i al Districte de Rawalpindi a 500-1500 m d'altitud. Està estretament relacionada amb el gessamí (Jasminum officinale) i de vegades és tractada merament com una varietat. La planta es coneix com a "saman pichcha" o "pichcha" a Sri Lanka. Els temples budistes i hindús utilitzen aquestes flors en abundància.
Es cultiva àmpliament com a planta ornamental en regions temperades i subtropicals càlides.
Per mètode d'extracció de dissolvent, les flors de gessamí es converteixen en oli essencial de gessamí i oleoresina de gessamí. Tots dos productes tenen una gran demanda en la indústria de les fragàncies.
El metil jasmonat aïllat de l'oli de gessamí de Jasminum grandiflorum va donar lloc al descobriment de l'estructura molecular de les hormones vegetals de jasmonat.